# Productor de teatro
Un productor de teatro o productor teatral (en inglés, theatre producer o, en algunos contextos, production manager; en femenino, productora) es la persona responsable, en última instancia, de la supervisión de todos los aspectos del montaje de una producción teatral. El productor independiente suele ser el autor o quien busca el guion, para luego iniciar todo el proceso del montaje de la obra. El productor contrata al director, y luego comienza el objetivo principal que consiste en equilibrar y coordinar las actividades y los aspectos financieros de montar el espectáculo en el servicio de la realización creativa la visión del dramaturgo (y del productor). Este punto puede o no incluir al reparto de actores, pero a menudo se incluyen y pide la aprobación de este. El productor puede ser el responsable de la obtención de los fondos para la producción, ya sea a través de su propia empresa o mediante la inclusión de inversores en la producción a través de un acuerdo limitado de asociación, donde el productor se convierte en el socio mayoritario con responsabilidad ilimitada.Es el responsable de todo, revisa los contratos con los actores, establece el precio de las boleterías, recauda el dinero, establece el precio de las entradas.
El productor tiene la opción de negociar con el dramaturgo los derechos de cine y televisión, si la producción acrecienta su valor, y si se ha incluido el acuerdo de regalías. Luego viene el tiempo para trabajar con los agentes teatrales, negociar con los sindicatos, encontrar el resto del personal, asegurar el teatro de operaciones y la sala de ensayo, y la responsabilidad de obtener la compensación para trabajadores, los seguros, los bonos y después con los sindicatos.

## Cargo camaleónico
La confusión y ambigüedad en el uso lingüístico han conseguido que la persona del productor teatral se mixtifique con profesionales paralelos -y en ocasiones de ocupación plural- dedicados a la producción televisiva o cinematográfica. Tal es el caso, por citar un ejemplo de categoría, de Fernando Fernán Gómez que aparecerá como "productor teatral" en ocasiones, si bien en los diccionarios de teatro aparece definido y catalogado como "actor, autor, director de teatro y cine español".
Manuel Gómez García añade el dato, muy revelador, de que los productores teatrales españoles se integraron en 1985 en la Asociación Española de Productores Teatrales. Y menciona como fundadores, entre otros, a Emilio Aragón Álvarez, Arturo Castilla, Enrique Cornejo, Gustavo Pérez Puig y Juan José Seoane.